# Kondratowice (gromada)
Kondratowice – dawna gromada, czyli najmniejsza jednostka podziału terytorialnego Polskiej Rzeczypospolitej Ludowej w latach 1954–1972.
Gromady, z gromadzkimi radami narodowymi (GRN) jako organami władzy najniższego stopnia na wsi, funkcjonowały od reformy reorganizującej administrację wiejską przeprowadzonej jesienią 1954 do momentu ich zniesienia z dniem 1 stycznia 1973, tym samym wypierając organizację gminną w latach 1954–1972.
Gromadę Kondratowice z siedzibą GRN w Kondratowice utworzono – jako jedną z 8759 gromad na obszarze Polski – w powiecie strzelińskim w woj. wrocławskim, na mocy uchwały nr 25/54 WRN we Wrocławiu z dnia 2 października 1954. W skład jednostki weszły obszary dotychczasowych gromad Kondratowice, Karczyn i Białobrzezie ze zniesionej gminy Kondratowice oraz Prusy, Maleszów, Gołostowice, Górka Sobocka i Janowiczki ze zniesionej gminy Prusy w tymże powiecie. Dla gromady ustalono 27 członków gromadzkiej rady narodowej.
1 stycznia 1960 do gromady Kondratowice włączono wieś Podgaj ze zniesionej gromady Siemianów w tymże powiecie.
Gromada przetrwała do końca 1972 roku, czyli do kolejnej reformy gminnej. 1 stycznia 1973 w powiecie strzelińskim reaktywowano gminę Kondratowice (zniesioną przejściowo w latach 1977–1982).